# Notomastus profondus
Notomastus profondus är en ringmaskart som först beskrevs av Eisig 1887.  Notomastus profondus ingår i släktet Notomastus och familjen Capitellidae. Inga underarter finns listade i Catalogue of Life.